# Nematophora
Nematophora – nadrząd wijów z gromady dwuparców
i podgromady Chilognatha.
Dwuparce te mają walcowate ciało o wolnych, niezrośniętych z pleurytami sternitach. W ich telsonie znajdują się gruczoły przędne, a prowadzące do nich tchawki są porozgałęziane, co uchodzi za apomorfię grupy. Ich aparat gębowy wyróżnia się obecnością guzka molarnego na żuwaczkach.
Krocionogi te rozsiedlone są kosmopolitycznie, przy czym najwięcej gatunków zasiedla Holarktykę. Na południowej półkuli występują w strefach tropikalnej i umiarkowanej. Brak ich na wyspach oceanicznych, z wyjątkiem Azorów, Madery i Kodiaku.
Takson ten wprowadzony został w 1913 przez Karla Wilhelma Verhoeffa. Należy tu ponad 1400 opisanych gatunków, zgrupowanych w 3 rzędach:
- Callipodida Pocock, 1894
- Chordeumatida Pocock, 1894
- Stemmiulida Cock, 1895

Według analiz Enghoffa z 1984 oraz morfologicznej Regiera i innych z 2005 tak rozumiane Nematophora są monofiletyczne, a Stemmiulida stanowią w ich obrębie klad bazalny. Ich monofilteyzmu nie potwierdzają natomiast analizy molekularne z 2005. William Shear proponował w pracy z 2011 roku włączenie doń również Siphoniulida, ale Peter Sierwald w 2016 klasyfikuje je jako incertae sedis w obrębie Eugnatha.